# Toamasina
Toamasina (precedentemente nota come Tamatave) è una città del Madagascar orientale. 
È il capoluogo della provincia omonima e il più importante porto del paese. Ha una popolazione di 200 568 abitanti (stima del 2005).
In lingua malgascia, il nome della città, Tamatavy, significa "è salato".

## Geografia
La città sorge su una penisola sabbiosa perpendicolare alla costa e affacciata su una laguna delimitata dalla barriera corallina, praticamente sul livello del mare (a 6 m s.l.m.) Sulla penisola sono ammassate un incredibile numero di case e negozi; Bazary Be è uno dei più importanti mercati locali.
Nel periodo della dominazione francese, Toamasina era sede di diversi consolati stranieri e uffici di pubblici ufficiali francesi. Da Toamasina si commerciava con l'Europa ma anche con lo Sri Lanka e Mauritius.

## Istruzione
La città è sede della Università degli studi di Toamasina.

## Infrastrutture e trasporti
La città è il capolinea della linea ferroviaria Tananarive-Côte Est (TCE) che la collega alla capitale.
La RN 5 la collega a Mananara Nord e Maroantsetra, a nord.
Il porto di Toamasina è il maggiore porto marittimo del Madagascar. La città possiede anche una stazione fluviale sul Canal des Pangalanes, una via d'acqua artificiale situata a ridosso della costa orientale del Madagascar, lunga circa 600 km, che consente la navigazione fluviale tra Toamasina e Farafangana.
È sede di un aeroporto civile (codice aeroportuale IATA: TMM).

## Amministrazione

### Gemellaggi
- Saint-Étienne, dal 1967